# Oralmans
Les Oralmans (kazakh : оралман, ce qui se traduit littéralement comme « rapatrié ») sont des kazakhs rapatriés au Kazakhstan en provenance des pays voisins (Chine, Mongolie, Ouzbékistan, fédération de Russie, Kirghizistan, Iran, Afghanistan, Pakistan etc.). Selon les données officielles, en 25 ans (de 1991 au 1er janvier 2016), 957 764 oralmans se sont installés au Kazakhstan. En tenant compte de leur descendance et des personnes revenant au Kazakhstan sans avoir recours au programme de rapatriement de l'État, les oralmans représenteraient plus d'un million de personnes (soit 5 % des Kazakhstanais). 
Les régions qui concentrent la majeure partie des oralmans sont le Kazakhstan-Méridional, l'Oblys d'Almaty, l'Oblys de Maguistaou, y compris la ville de Janaozen, mais aussi les villes d'Almaty, Astana et Taraz. La plupart des rapatriés de la dernière vague tentent de s'installer dans la capitale ou dans les grands centres provinciaux, où il est plus facile de trouver du travail. À partir de 2014, les oralmans n'ont plus pu se réinstaller dans les villes d'Astana et d'Almaty.

## Contexte du programme de réinstallation
Les principales raisons du programme de réinstallation des Kazakhs ethniques au Kazakhstan ont été l'état démographique désavantageux du pays à la suite de la dislocation de l'URSS, ainsi que la volonté d'apporter de l'aide aux Kazakhs pour leur permettre de se réinstaller au Kazakhstan et obtenir la citoyenneté kazakhstanaise.
Dans son discours au IIIe qurultay mondial des Kazakhs (en septembre 2005), le président du Kazakhstan Noursoultan Nazarbaïev a déclaré :« À l'heure actuelle, à l'étranger, des Kazakhs vivent dans plus de 40 pays à travers le monde, pour la majorité des pays voisins et limitrophes avec le Kazakhstan. Selon les dernières informations, un-demi million de kazakhs vivent en Ouzbékistan, un million et demi en Chine, près d'un million en Russie, cent mille au Turkménistan, quatre-vingts mille en Mongolie, et quarante-cinq mille au Kirghizistan. En ce qui concerne les autres pays, ceux où les Kazakhs sont les plus nombreux sont la Turquie, l'Iran et l'Afghanistan. Dans les pays de l'Europe, les Kazakhs ne représentent que quelques poignées, et dans les pays d'Amérique du Nord et du Sud, on n'en compte que quelques individus. »
La plus grande partie des Kazakhs vivant à l'étranger à l'aube du programme de rapatriement sont des descendants de ceux qui ont quitté l'Union Soviétique dans les années 1920 à 1930 pour échapper à la répression, à la collectivisation forcée et à la famine, qui firent beaucoup souffrir la majeure partie des Kazakhs. On estime que 200 000 Kazakhs ont quitté l'Union Soviétique pour s'installer principalement en Chine, en Mongolie, en Inde, en Afghanistan, en Iran et en Turquie, tandis que le nombre de Kazakhs ayant émigré dans d'autres républiques de l'Union soviétique entre 1926 et 1930 se chiffre à plus de 794 000 personnes. À la suite de l'immigration « slave » débutée aux XVIIIe siècle et XIXe siècle, puis accrue pendant la période soviétique par les déplacements de population et la migration forcée, les Kazakhs se sont retrouvés en minorité dans leur propre patrie. En 1959, le nombre de Russes a dépassé le nombre de Kazakhs au Kazakhstan. En dépit de l'inversion de cette tendance dans les années qui suivirent, en 1989, les Kazakhs n'étaient que faiblement majoritaires par rapport aux Russes.
Au début des années 1990, des Kazakhs d'Ouzbékistan, de Turkménistan, de Chine, de Mongolie, d'Iran et de Turquie ont commencé à se réinstaller au Kazakhstan. Leur intégration dans la société kazakhe, et plus largement, kazakhstanaise, diffère selon les indicateurs. Des fluctuations notables du nombre d'arrivées ont pu être observées selon les périodes.

## Les principaux pays de départ
Les principaux pays de départ des oralmans se situent de l'Asie orientale au Moyen-Orient et à l'Europe de l'Ouest. Pour la période de 1991 à 2005, les principaux pays de départ des oralmans étaient l'Ouzbékistan (285 409), la Mongolie (71 507), le Turkménistan (41 787), la Chine (22 117) et la Russie (18 632). Parmi les pays de départ, il faut citer le Kirghizistan, l'Iran, la Turquie, l'Afghanistan, le Pakistan et le Tadjikistan ; un certain nombre de rapatriés sont arrivés en provenance d'autres pays de la CEI, d'Europe de l'Est, du Danemark et d'Israël.
De 1991 à 2015, 953 908 Kazakhs ont émigré au Kazakhstan. La plupart des Oralmans (61,5 %) proviennent d'Ouzbékistan, 14,3 % de Chine, 9,3 % de Mongolie, 6,8 % du Turkménistan, 4,6 % de Russie et 3,5 % d'autres pays.

## Effectifs
En 2005, le nombre d'Oralmans s'élevait à environ 80 % des immigrants arrivés dans le pays.
Sur la période entre 1991 et 2010, le programme de rapatriement a fait venir plus de 192 000 familles, soit environ 750 000 rapatriés, en comptant le nouveau programme « Nurly Kosh » (kazakh : Нұрлы көш - « Déplacement lumineux »).
Sur la période entre 1991 et 2014, les rapatriés représentaient plus de 952 000 personnes,.
En 25 ans, (depuis 1991 jusqu'au 1er janvier 2016), 957 764 Oralmans se sont installés au Kazakhstan.

## Avantages
Selon la législation du Kazakhstan (loi de la République du Kazakhstan «Sur la migration de la population»), les migrants oralmans jouissent de certains privilèges. Parmi eux, on peut citer :
- la mise en place d'une aide à l'emploi, de formations et d'apprentissage de nouvelles professions ;
- la mise en place de programmes d'étude des langues officielles ;
- l'exemption de service militaire ;
- la mise en place de quotas pour l'admission dans l'enseignement secondaire et supérieur;
- l'attribution aux nécessiteux de places dans les écoles, les jardins d'enfants et les institutions de protection sociale;
- le paiement de retraites et d'allocations;
- l'obtention de la citoyenneté, à titre compensatoire pour les victimes de persécutions pour des motifs politiques;
- l'exemption de frais de dossier pour la délivrance d'un visa d'entrée en République de Kazakhstan;
- l'accès gratuit aux soins de base ;
- l'accès aux aides publiques destinées aux citoyens de la République du Kazakhstan ;
- l'exemption de taxes et de frais de douane à l'émigration ;
- la gratuité du transport jusqu'au lieu d'installation ainsi que pour le transport de biens personnels (incluant le bétail) ;
- l'allocation de fonds pour l'achat d'un logement sur le lieu d'arrivée et le versement d'allocations exceptionnelles.

## Le programme de réinstallation des rapatriés «Nurly Kosh»
Les quotas et les critères relatifs au statut d'oralman n'ont été officiellement approuvés qu'en 1997. En 2009, le président Noursoultan Nazarbaïev a augmenté le nombre de rapatriements de familles de 15 000 à 20 000 par an. Le gouvernement a ajouté une dotation de 17 milliards de tenges (environ 130 millions de dollars) au budget de soutien à l'intégration.
Le nombre maximum de personnes pouvant accéder au statut d'oralman et s'installer au Kazakhstan est défini chaque année par le président (par pays de provenance et régions d'installation). En septembre 2005, le nombre total d'oralmans installés au Kazakhstan depuis début 1991 était d'environ 433 000 personnes, soit près de 110 000 familles, dont plus de la moitié étaient arrivées après l'an 2000.
À l'heure actuelle, ce programme de réinstallation des Kazakhs a changé son nom pour « Nurly Kosh ». Le mot « Oralman » a pris un sens juridique désignant ceux qui arrivent par ce programme.
Toutefois, la législation du Kazakhstan permet aux Kazakhs de l'étranger de déménager eux-mêmes sans l'aide du programme de réinstallation, mais sans pouvoir recevoir de subventions ou d'avantages ; malgré tout, à l'arrivée au Kazakhstan, ces Kazakhs rapatriés obtiennent la citoyenneté kazakhstanaise dans des délais plus courts en moyenne (trois à quatre mois en moyenne). Le nombre de Kazakhs revenant s'installer au Kazakhstan par leurs propres moyens est plus élevé que celui de ceux qui bénéficient du programme national ; ces familles proviennent plus particulièrement des pays de la CEI, mais on rencontre également des personnes d'autres pays, dotées généralement de ressources financières plus importantes.
Quel que soit le moyen par lequel ces personnes ont été rapatriées, le nom d'oralmans leur est attribué dans la vie quotidienne.
Au début des années 1990, les quotas du programme désignaient principalement comme lieu de réinstallation des localités du Nord du Kazakhstan.

## Adaptation des oralmans
Le gouvernement du Kazakhstan a attribué aux Oralmans des aides sociales. À l'heure actuelle, en tenant compte de la somme forfaitaire pour l'acquisition d'un logement, du remboursement des frais de voyage et de transport des biens, chaque famille (en moyenne composée de 5 personnes) se voit attribuer 833 000 tenges.
Le pays compte 14 centres d'hébergement temporaires des rapatriés.
Les activités des centres prévues dans le programme d'adaptation incluent une assistance sur les questions juridiques, des cours de kazakh (et parfois de russe) et des formations professionnelles.
Tous les Oralmans se voient assurer l'accès aux soins médicaux, à l'éducation et à la sécurité sociale ; ils sont l'un des groupes cibles des mesures de promotion de l'emploi. Plus de 66 % des rapatriés en âge de travailler sont employés dans différents secteurs d'activités, et une personne sur quatre travaille dans le secteur agricole.

### Difficultés d'adaptation
Les Oralmans sont souvent confrontés à des problèmes d'adaptation à leur nouveau lieu d'installation. Du fait des différences culturelles et linguistiques, les relations des rapatriés avec les Kazakhs locaux sont souvent un défi, surtout dans les zones rurales. L'intégration des rapatriés au Kazakhstan est également rendue difficile par leur mauvaise maîtrise de la langue russe, ce qui nuit considérablement à leur employabilité.